# Бегство от судьбы
«Бегство от судьбы» (англ. Flight from Destiny) — нуаровая драма режиссёра Винсента Шермана, которая вышла на экраны в 1941 году.
Фильм рассказывает о неизлечимо больном профессоре университета Генри Тодхантере (Томас Митчелл), который решает сделать нечто полезное для общества, на что способен только человек в его положении, а именно убить негодяя, которого невозможно осудить по закону. Выбор Генри падает на эгоистку и интриганку (Мона Марис), которая разрушила брак его близких друзей. Совершив убийство, Генри сдаётся властям, однако вскоре сожалеет о своём поступке, так как кто-то другой по его примеру решает взять правосудие в свои руки.
Критики отметили интересную постановку темы в картине, а также качественный сценарий, добротную постановку и сильную актёрскую игру.

## Сюжет
Генри Тодхантер (Томас Митчелл), 61-летний одинокий профессор философии одного из университетов Новой Англии, приходит на приём к своему лечащему врачу, доктору Лоренсу Стивенсу (Джеймс Стивенсон). Доктор сообщает профессору, что у того неизлечимая аневризма, и ему осталось жить 5-6 месяцев. На следующий день Генри сообщает о своей болезни декану университета Сомерсу (Тёрстон Холл), говоря, что хотел бы работать до самого конца. Однако декан опасается того, что профессор упадёт замертво прямо перед студентами, считая, что это негативно отразится на имидже университета. Он освобождает Генри от преподавательских обязанностей и отправляет его домой. Декан рекомендует профессору заняться написанием книги и просит никому не рассказывать о своей болезни, обещая, что все расходы по похоронам профессора университет возьмёт на себя. Несколько дней спустя Генри решает развеяться в университетском клубе. Собрав вокруг себя группу своих молодых коллег, он задаёт им вопрос — чтобы он сделали, если бы узнали, что им осталось жить шесть месяцев. Люди дают самые разные ответы. Кто-то заявляет, что покончил бы жизнь самоубийством, другой говорит, что отправился бы путешествовать, третий взялся бы за написание книги, кто-то хотел бы провести это время в кругу своих родственников и близких. Вдруг один из участников разговора говорит, что убил бы какого-нибудь преступника, диктатора или тирана. Профессор размышляет, что убийство политической фигуры ничего не даст, так как его место займёт кто-то другой. С другой стороны, убийство того, кто заслуживает смерти, но кого невозможно привлечь по закону, принесло бы реальную пользу обществу. Во время очередного медосмотра Генри делится этой идеей с доктором Стивенсом, который однако полагает, что никто по собственной воле не имеет права действовать как судья и палач. Тем не менее, Генри полагает, что перед лицом неминуемой смерти человек получает такое право, если у него нет никакого корыстного интереса и он действует исключительно на благо общества в целом.
Дома Генри ожидает молодая красивая женщина Бетти Фэрроуэй (Джеральдин Фицджеральд), его хорошая знакомая и жена одного из его лучших учеников Майкла Фэрроуэя (Джеффри Линн), который после окончания учёбы стал художником. Бетти рассказывает, что прожила с Майклом в браке пять счастливых лет, однако последние полгода с ним стало твориться что-то странное. Он часто подолгу где-то пропадает, и Бетти, кажется, что он ей изменяет. Генри обещает поговорить с Майклом и всё решить, после чего отправляется проводить Бетти до дома. Когда в центре города они попадают в пробку, Генри видит из окна автомобиля, как у входа в престижную художественную галерею Майкла целует незнакомая женщина, и он уходит вместе с ней. Когда некоторое время спустя Генри пытается поговорить с Майклом, тот в довольно резкой форме просит профессора не лезть не в своё дело. Тогда Генри находит женщину, с которой видел Майкла. Ей оказывается владелица частной галереи Кетти Море (Мона Марис), которая утверждает, что у неё нет никакого романа с Майклом, и их связывают чисто деловые отношения. Вскоре пьяный и подавленный Майкл, выходя из бара, попадает под машину. Оказавшись в больнице, Майкл в полубессознательном состоянии умоляет Бетти уничтожить картину. Не понимая, что он имеет в виду, Генри и Бетти направляются в мастерскую Майкла, где видят только картины, написанные Майклом не менее 2-3 лет назад. При этом на мольберте стоит закрытая материей практически законченная картина, по стилю не отличимая от работы известного итальянского художника XIV века. Генри догадывается, что Майкл делал для Кетти подделки картин известных старых мастеров.
Чтобы получше разобраться в ситуации, Генри начинает собирать информацию на Кетти. Он выясняет её подлинное имя и истинную биографию, которую она скрывает, а затем встречается с её родными и близкими. Оказывается, в своё время она довела мужа до алкоголизма, а затем бросила его, а дочь отправила в сиротский приют, после чего забыла о ней. Она также бросила свою престарелую мать, которая вынуждена зарабатывать на жизнь мытьём полов в то время, как Кетти живёт шикарной жизнью. Генри видит, что все близкие ненавидят Кетти, и никто из них не будет сожалеть о её смерти. Генри также разговаривает с художественным экспертом, который подтверждает, что Кетти продаёт шедевры старых мастеров неизвестного происхождения, при этом отказывается передавать их на экспертизу. Разносторонне изучив жизнь Кетти, Генри приходит в заключению, что она будет идеальным кандидатом для «социально полезного» убийства. Генри ещё раз приходит Кетти, обвиняя её в алчности, эгоизме и жестокости, и говорит, что даёт ей последний шанс всё исправить, предупреждая, что ему терять нечего.
Генри снова приходит к Майклу, который на этот раз сдаётся и рассказывает профессору, что пишет и продаёт Кетти подделки картин старых мастеров, которая она продаёт богатым клиентам как подлинники. Майкл чувствует себя ужасно из-за того, что проявил слабость и трусость, позволив себя втянуть в это дело, хотя рассчитывал всего лишь обеспечить таким образом благосостояние семьи. Генри убеждает художника немедленно пойти к Кетти, потребовать уничтожить подделки и заявить о разрыве всех отношений с ней. Майкл приходит к Кетти домой, заявляя, что больше не будет писать для неё фальшивки, а если она будет его принуждать к этому, то он пойдёт в полицию. Однако Кетти отвечает, что если делом займётся полиция, то Майкл первым окажется в тюрьме, так как именно он продавал ей фальшивки как подлинники. Когда Кетти настаивает на том, чтобы Майкл продолжал на неё работать, он угрожает убить её, и эти слова слышит её служанка (Либби Тейлор). После ухода служанки, а затем и Майкла из-за шторы выходит Генри с револьвером, который говорит, что слышал весь разговор. Он объясняет Кетти, что давал ей ещё один шанс, но она им не воспользовалась, и теперь за свои грехи она может расплатиться только смертью. Назвав себя орудием всех тех, кто от неё пострадал, Генри стреляет и убивает Кетти. По возвращении домой Генри пишет письменное признание, с которым утром приходит в полицию. Однако, как выясняется, полиция уже арестовала Майкла по подозрению в убийстве на основании свидетельских показаний служанки, которая слышала, как тот угрожал убить Кетти. Полиция первоначально не верит Генри, и ему требуется несколько дней, чтобы с помощью показаний доктора Стивенса доказать свою вину. Дело Генри передаётся в суд, где он во всём сознаётся, объясняя мотивы своих поступков. За убийство первой степени Генри приговаривают к смертной казни.
Пока Генри ожидает в камере перевода в другую тюрьму для исполнения приговора, полиция помещает в соседнюю камеру возбуждённого молодого человека. На вопрос Генри, что совершил этот человек, надзиратель отвечает: «Он ваш поклонник». После этого молодой человек говорит Генри: «Я убил человека. Потому что так хотел. Как тот профессор, о котором писали в газетах». Осознав свою ошибку, перед смертью Генри заявляет, что не думал о том, что его поступок вдохновит кого-то ещё на подобные убийства. Для убийства, по словам Генри, никогда нет оправдания.

## В ролях
- Джеральдин Фицджеральд — Бетти Фэрроуэй
- Томас Митчелл — профессор Генри Тодхантер
- Джеффри Линн — Майкл Фэрроуэй
- Джеймс Стивенсон — доктор Лоренс Стивенс
- Мона Марис — Кетти Море
- Джонатан Хейл — окружной прокурор
- Дэвид Брюс — Сондерс
- Тёрстон Холл — Дин Сомерс
- Мэри Гордон — Марта
- Джон Элдридж — Питерсон
- Харди Олбрайт — Феррерс
- Уильям Форрест — Прентисс
- Уэлдон Хейбёрн — Брукс
- Уильям Хоппер — Трэвин
- Александер Локвуд — Конуэй
- Фрэнк Рейчер — Эдвард Крейндлинг
- Уилли Бест — Джордж
- Либби Тейлор — служанка

## Создатели фильма и исполнители главных ролей
Как написал историк кино Ричард Харланд Смит, 1941 год в Голливуде стал удачным для британского криминального писателя Энтони Баркли Кокса (англ.  Anthony Berkeley Cox), который публиковался под псевдонимом Франс Иль (англ. Frances Iles). Сначала Альфред Хичкок экранизировал его роман 1932 года «Перед фактом» (англ.  Before the Fact ) под названием «Подозрение», а затем Винсент Шерман экранизировал его роман 1937 года «Суд и ошибка» (англ.  Trial and Error) под названием «Бегство от судьбы».
По информации Noir of the Week, это был четвёртый фильм в карьере режиссёра Винсента Шермана, который в дальнейшем поставил такие успешные фильмы нуар, как «Нора Прентисс» (1947), «Неверная» (1947), «Ответный огонь» (1950), «Проклятые не плачут» (1950), «Афера на Тринидаде» (1952) и «Текстильные джунгли» (1957).
Оператор фильма Джеймс Ван Триз работал на Warner Brothers с 1916 года. Более всего он известен своими фильмами, выпущенными ещё до вступления в действие Кодекса Хейса в 1933 году, среди них «Такси» (1931), «Звёздный свидетель» (1931), «Кровавые деньги» (1933), «Полуночная Мэри» (1933), «Герои на продажу» (1933) и «Мордашка» (1933).
Актёр Томас Митчелл в 1940 году был удостоен премии «Оскар» за роль второго плана в вестерне «Диллижанс» (1939). Он также сыграл в таких престижных фильмах, как «Унесённые ветром» (1939), «Мистер Смит едет в Вашингтон» (1939), «Эта замечательная жизнь» (1946), «Псевдоним Ник Бил» (1949) и «Ровно в полдень» (1952).
Джеральдин Фицджеральд номинировалась на «Оскар» в 1939 году за роль второго плана в фильме «Грозовой перевал» (1938). Среди других её наиболее значимых работ -шпионская драма «Дозор на Рейне» (1943), а также фильмы нуар «Необыкновенное дело дядюшки Гарри» (1945), «Три незнакомца» (1946) и «Никто не вечен» (1946).
Аргентинская актриса Мона Марис известна по военной драме «Подполье» (1941), триллеру «Берлинский корреспондент» (1942), детективной комедии «Тихоокеанские свидания» (1942), а также детективам «Свидание с Соколом» (1942) и «Сокол в Мексике» (1944).
В этом фильме одну из своих первых ролей (без указания в титрах) сыграла будущая голливудская звезда Алексис Смит, которая уже год спустя сыграет главную роль в паре с Эрроллом Флинном и фильме «Пикирующий бомбардировщик» (1941).

## История создания фильма
Рабочими названиями фильма были «Приглашение к убийству» (англ.  Invitation to a Murder) и «Суд и ошибка».
Сценарий фильма написал Барри Трайверс, которому помогали (без указания в титрах) Роберт Россен и Чарльз Кеньон.
Это один из первых фильмов нуар, который вышел на экраны 8 февраля 1941 года, то есть на 8 месяцев раньше знаменитого «Мальтийского сокола» (1941).

## Оценка фильма критикой

### Общая оценка фильма
Фильм удостоился высоких оценок критики. Так, после его выхода на экраны обозреватель «Нью-Йорк таймс» Томас Прайор написал: «„Чтобы вы сделали, если бы вам осталось жить шесть месяцев?“ Именно с такой проблемой сталкивается Томас Митчелл в роли пожилого профессора, который страдает от аневризмы аорты в „Бегстве от судьбы“. Этот вопрос уже ставился на экране и ранее, но редко когда он рассматривался столь умно и увлекательно, как в этой новой драме Warner Bros».
Журнал TV Guide в своей рецензии назвал картину «выдающимся фильмом о влиянии неминуемой смерти на человеческое состояние». Современный киновед Леонард Молтин в свою очередь отметил, что фильм представляет собой «хорошо сыгранную историю об университетском профессоре, которому осталось недолго жить», и который решает использовать остаток жизни, чтобы «помочь молодой паре, убив женщину, которая шантажирует супруга».
Смит отметил, что этот «интересный фильм занимает место где-то между слезоточивой мелодрамой Эдмунда Гулдинга „Победить темноту“ (1939) и одним из основополагающих фильмов нуар „Мёртв по прибытии“ (1950) режиссёра Рудольфа Мате. В каждом из этих фильмов в центре внимания находятся смертельно больные, но активные главные герои, которые пытаются выжать максимум из отведённого им времени». В каком-то смысле, по мнению Смита, этот фильм также «предвосхищает ключевой сюжетный поворот „Верёвки“ Хичкока (1948), когда герой Митчелла слишком поздно осознаёт, что его идея обладает непредсказуемыми последствиями».

### Оценка работы режиссёра и творческой группы
Прайор положительно отозвался о работе сценариста Барри Трайверса, который «искусно избежал соблазна погружения в мрачность темы, сделав профессора Тодхантера философским воспринимающим свою судьбу». Постановку Винсента Шермана критик назвал «в целом отличной, хотя он и поддался ненужному мелодраматическому импульсу в постановке сцены убийства». Оператор фильма Джеймс Ван Триз, по мнению Noir of the Week, «украсил весь фильм приятными нуаровыми штрихами».

### Оценка актёрской игры
Прайор высоко оценил игру актёров в этом фильме. В частности, он написал, что фильму «очень повезло, что актёр калибра Митчелла был выбран сыграть главную роль, став надёжным стержнем картины. Фицджеральд и Линн показали крепкую игру в ролях молодых людей, а Джеймс Стивенсон отличен в роли врача и друга профессора. Достойна похвалы также игра Моны Марис, Тёрстона Холла и Мэри Гордон».